# Reciano
| Sistema/Período | Série/Época | Andar/Estágio  | Idade (Ma)    |
| --- | ----------- | -------------- | ------------- |
| Jurássico | Inferior    | Hettangiano    | mais recente  |
| Triássico | Superior    | Reciano        | 201,3–~208,5  |
| Triássico | Superior    | Noriano        | ~208,5–~227,0 |
| Triássico | Superior    | Carniano       | ~227,0–~237,0 |
| Triássico | Médio       | Ladiniano      | ~237,0–~242,0 |
| Triássico | Médio       | Anisiano       | ~242,0–247,2  |
| Triássico | Inferior    | Olenequiano    | 247,2–251,2   |
| Triássico | Inferior    | Indiano        | 251,2–252,17  |
| Permiano | Lopinguiano | Changxinguiano | mais antigo   |
| Subdivisão do Triássico de acordo com a Tabela Cronoestratigráfica Internacional versão 2015/1 da Comissão Internacional sobre Estratigrafia. |             |                |               |

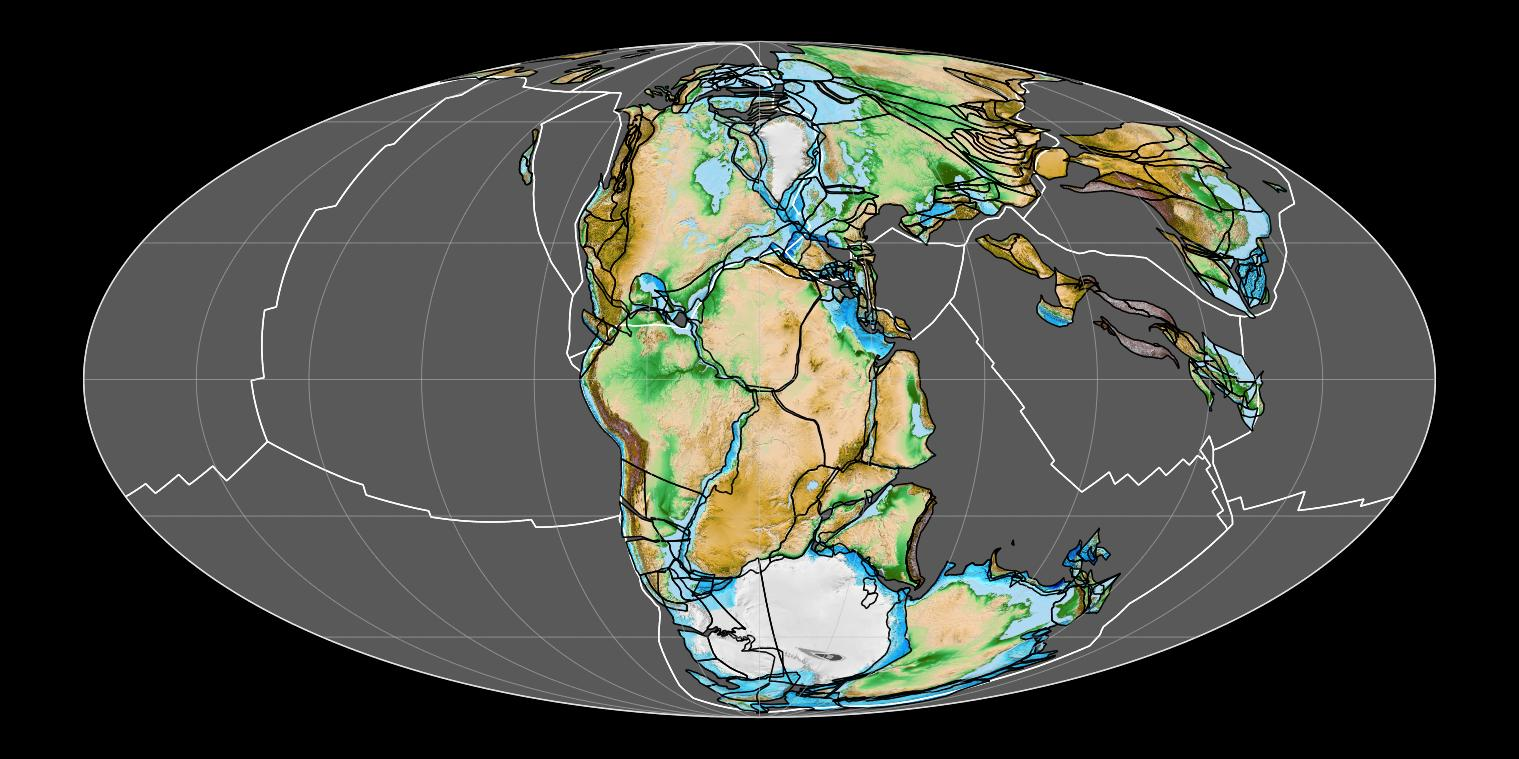
Pangea 200 milhões de anos atrás, durante o período Reciano

Na escala de tempo geológico, o Reciano é a idade da época Triássica Superior do período Triássico da era Mesozoica do éon Fanerozoico que está compreendida entre há 208,5 milhões e 201,3 milhões de anos, aproximadamente. A idade Reciana sucede a idade Noriana de sua época e precede a idade Hetangiana da época Jurássica Inferior do período Jurássico de sua era.

## Páginas relacionadas
- Geologia
- Paleontologia